# هجوم بوليكيسي (2020)
وقع هجوم بوليكيسي في 30 إلى 31 أكتوبر 2020 خلال الصراع في شمال مالي.

## الهجوم
شن الجيش الفرنسي ، مساء يوم 30 أكتوبر 2020 ، عملية استهدفت مجموعة من جهاديي أنصار الإسلام (جماعة في بوركينا فاسو) أثناء استعدادهم للهجوم على بلدة بوليكيسي المالية قرب الحدود مع بوركينا فاسو. تم رصد الجهاديين على الدراجات النارية لأول مرة بواسطة طائرة بدون طيار من طراز MQ-9 Reaper. بينما كان المقاتلون على دراجاتهم النارية يعيدون تجميع صفوفهم ويختبئون تحت الأشجار ، شن الجيش الفرنسي الهجوم بغارة جوية نفذتها مقاتلتان من طراز Mirage 2000D. ثم تدخل عشرات من جنود من القوات الخاصة الفرنسية على الأرض بدعم من الطائرات بدون طيار وهجمات طائرات الهليكوبتر. استمر القتال حتى فجر 31 أكتوبر.

## الخسائر
في 2 نوفمبر ، أعلنت وزيرة القوات المسلحة الفرنسية ، فلورنس بارلي ، أنه تم تحييد أكثر من 50 جهادياً في العملية. كما تم ضبط حوالي خمسين قطعة سلاح وتدمير حوالي ثلاثين دراجة نارية.
من جهه آخرى ، قدم الجنرال لوكوانتر ، رئيس أركان القوات المسلحة الفرنسي ، في نفس اليوم ، تقريرًا عن تحييد ستين جهاديًا. المتحدث باسم القوات المسلحة الفرنسية ، فريديريك باربري ، ذكر أيضا القبض على أربعة مقاتلين.
الجيش الفرنسي لا يستنكر وقوع أي وفيات أو إصابات.